# Liste der Baudenkmale in Gilten
In der Liste der Baudenkmale in Gilten sind alle Baudenkmale der niedersächsischen Gemeinde Gilten im Landkreis Heidekreis aufgelistet. Der Stand der Liste ist das Jahr 2021.

## Allgemein
Gilten wurde das erste Mal im Jahre 1242 erwähnt. Der Ort und damit die Pfarre gehörten zur Diözese Minden. Im Laufe des 14. Jahrhunderts wurde ein Teil der Pfarre an das Kloster Walsrode verschenkt. Anfang des 20. Jahrhunderts wurde die Bahnstrecke von Verden nach Schwarmstedt gebaut, diese wurde im Jahre 1988 stillgelegt. Zwischen 1911 und 1928 wurde in Gilten Kalisalz abgebaut. Im Jahre 1848 gab es 43 Hausstellen im Ort und drei landtagsfähige Höfe. Nach dem Zweiten Weltkrieg wuchs Gilten auf etwa 400 Einwohner an, heute hat der Ort knapp 1200 Einwohner.

## Baudenkmale in den Ortsteilen

### Gilten

#### Gruppe: Bothmer Mühle
Die Gruppe „Bothmer Mühle“ hat die ID 32687035.
| Lage                                  | Bezeichnung        | Beschreibung  | ID       | Bild |
| ------------------------------------- | ------------------ | ------------- | -------- | ---- |
| Gilten 50 52° 42′ 19″ N, 9° 35′ 37″ O | Windmühle          | Bothmer Mühle | 32789274 |      |
| Gilten 50 52° 42′ 18″ N, 9° 35′ 37″ O | Wirtschaftsgebäude |               | 32790142 | BW   |
| Gilten 50 52° 42′ 18″ N, 9° 35′ 36″ O | Müllerhaus         |               | 32790121 | BW   |

#### Gruppe: Gutsanlage
Die Gruppe „Gutsanlage“ hat die ID 32686080.
| Lage                                        | Bezeichnung              | Beschreibung | ID       | Bild |
| ------------------------------------------- | ------------------------ | ------------ | -------- | ---- |
| An der Marsch 2 52° 42′ 17″ N, 9° 34′ 53″ O | Wohn-/Wirtschaftsgebäude |              | 32778657 | BW   |
| An der Marsch 2 52° 42′ 18″ N, 9° 34′ 54″ O | Stall                    |              | 32779087 | BW   |
| An der Marsch 2 52° 42′ 18″ N, 9° 34′ 52″ O | Scheune                  |              | 32779066 | BW   |
| An der Marsch 2 52° 42′ 17″ N, 9° 34′ 55″ O | Scheune                  |              | 32779045 | BW   |
| An der Marsch 2 52° 42′ 16″ N, 9° 34′ 55″ O | Scheune                  |              | 32779066 | BW   |

#### Gruppe: Gutsanlage Lindenstraße 7–9
Die Gruppe „Gutsanlage Lindenstraße 7-9“ hat die ID 32686106.
| Lage                                       | Bezeichnung          | Beschreibung                                                                      | ID       | Bild |
| ------------------------------------------ | -------------------- | --------------------------------------------------------------------------------- | -------- | ---- |
| Lindenstraße 7 52° 42′ 27″ N, 9° 34′ 36″ O | Herrenhaus (Bauwerk) | Das Gut war der Hauptsitz der Familie Gilten. Erbaut wurde es um 18. Jahrhundert. | 32779492 | BW   |
| Lindenstraße 7 52° 42′ 28″ N, 9° 34′ 38″ O | Stall                |                                                                                   | 32779648 | BW   |
| Lindenstraße 7 52° 42′ 28″ N, 9° 34′ 35″ O | Scheune              |                                                                                   | 32779625 | BW   |
| Lindenstraße 7 52° 42′ 28″ N, 9° 34′ 39″ O | Stall                |                                                                                   | 32779543 | BW   |

#### Gruppe: Hofanlage Enge Straße
Die Gruppe „Hofanlage Enge Straße“ hat die ID 32686094.
| Lage                                         | Bezeichnung              | Beschreibung | ID       | Bild |
| -------------------------------------------- | ------------------------ | ------------ | -------- | ---- |
| An der Marsch 29 52° 42′ 25″ N, 9° 34′ 38″ O | Wohn-/Wirtschaftsgebäude |              | 32778552 | BW   |
| An der Marsch 29 52° 42′ 25″ N, 9° 34′ 38″ O | Brunnen                  |              | 32778636 | BW   |
| An der Marsch 29 52° 42′ 25″ N, 9° 34′ 37″ O | Scheune                  |              | 32778594 | BW   |
| An der Marsch 29 52° 42′ 26″ N, 9° 34′ 37″ O | Schmiede                 |              | 32778573 | BW   |
| An der Marsch 29 52° 42′ 26″ N, 9° 34′ 39″ O | Backhaus                 |              | 32778615 | BW   |

#### Gruppe: Kirche und Pfarrhof
Die Gruppe „Kirche und Pfarrhof“ hat die ID 32686131.
| Lage                                    | Bezeichnung              | Beschreibung                                                                      | ID       | Bild           |
| --------------------------------------- | ------------------------ | --------------------------------------------------------------------------------- | -------- | -------------- |
| Kirchende 52° 42′ 16″ N, 9° 34′ 18″ O   | Kirche St. Paulus        | Die evangelische Kirche St. Paulus liegt auf einer Anhöhe im Südwesten des Ortes. | 32778270 | Weitere Bilder |
| Kirchende 5 52° 42′ 15″ N, 9° 34′ 17″ O | Wohn-/Wirtschaftsgebäude |                                                                                   | 32779131 | BW             |
| Kirchende 5 52° 42′ 14″ N, 9° 34′ 15″ O | Scheune                  |                                                                                   | 32779152 | BW             |

#### Gruppe: Kirchende 14–16
Die Gruppe „Kirchende 14-16“ hat die ID 32686144.
| Lage                                     | Bezeichnung              | Beschreibung | ID       | Bild |
| ---------------------------------------- | ------------------------ | --- | -------- | ---- |
| Kirchende 14 52° 42′ 18″ N, 9° 34′ 15″ O | Wohn-/Wirtschaftsgebäude | Küsterhaus, das 1783 erbaut wurde. Auf dem Grundstück befindet sich eine kleine Schule aus dem 19. Jahrhundert. | 32778378 | BW   |
| Kirchende 16 52° 42′ 18″ N, 9° 34′ 16″ O | Wirtschaftsgebäude       | | 32779282 | BW   |
| Kirchende 16 52° 42′ 19″ N, 9° 34′ 15″ O | Wohn-/Wirtschaftsgebäude | Das Haus wurde 1781 erbaut.                                                                                     | 32778353 | BW   |

#### Einzelbaudenkmale
| Lage                                         | Bezeichnung              | Beschreibung | ID       | Bild |
| -------------------------------------------- | ------------------------ | ------------ | -------- | ---- |
| Am Knick 5 52° 42′ 27″ N, 9° 34′ 28″ O       | Wohn-/Wirtschaftsgebäude |              | 32779309 | BW   |
| Am Knick 5 52° 42′ 26″ N, 9° 34′ 29″ O       | Backhaus                 |              | 32779423 | BW   |
| An der Marsch 39 52° 42′ 24″ N, 9° 34′ 27″ O | Wohn-/Wirtschaftsgebäude |              | 32779447 | BW   |
| Kirchende 24 52° 42′ 23″ N, 9° 34′ 19″ O     | Wohn-/Wirtschaftsgebäude |              | 32779260 | BW   |

### Nienhagen

#### Gruppe: Hofanlage/Gutsanlage
Die Gruppe „Hofanlage/Gutsanlage“ hat die ID 32686052.
| Lage                                           | Bezeichnung              | Beschreibung | ID       | Bild |
| ---------------------------------------------- | ------------------------ | ------------ | -------- | ---- |
| Rodewalder Straße 10 52° 42′ 5″ N, 9° 33′ 7″ O | Wohn-/Wirtschaftsgebäude |              | 32779882 | BW   |
| Rodewalder Straße 10 52° 42′ 6″ N, 9° 33′ 8″ O | Stallanbau               |              | 32779905 | BW   |

#### Gruppe: Hofanlagen Nr. 20 und 24
Die Gruppe „Hofanlagen Nr. 20 und 24“ hat die ID 32686066.
| Lage                                            | Bezeichnung              | Beschreibung | ID       | Bild |
| ----------------------------------------------- | ------------------------ | ------------ | -------- | ---- |
| Rodewalder Straße 20 52° 42′ 5″ N, 9° 32′ 56″ O | Wohn-/Wirtschaftsgebäude |              | 32779520 | BW   |
| Rodewalder Straße 20 52° 42′ 6″ N, 9° 32′ 55″ O | Scheune                  |              | 32779024 | BW   |
| Rodewalder Straße 20 52° 42′ 6″ N, 9° 32′ 55″ O | Stallanbau               |              | 32779003 | BW   |
| Rodewalder Straße 24 52° 42′ 5″ N, 9° 32′ 51″ O | Wohn-/Wirtschaftsgebäude |              | 32779108 | BW   |
| Rodewalder Straße 24 52° 42′ 6″ N, 9° 32′ 52″ O | Stall                    |              | 32779218 | BW   |
| Rodewalder Straße 24 52° 42′ 7″ N, 9° 32′ 51″ O | Scheune                  |              | 32779471 | BW   |
| Rodewalder Straße 24 52° 42′ 6″ N, 9° 32′ 50″ O | Stall                    |              | 32779239 | BW   |

#### Gruppe: Hofanlagen/Rodewalder Str. 19–21
Die Gruppe „Hofanlagen/Rodewalder Str. 19-21“ hat die ID 32686039.
| Lage                                             | Bezeichnung              | Beschreibung | ID       | Bild |
| ------------------------------------------------ | ------------------------ | ------------ | -------- | ---- |
| Rodewalder Straße 19 52° 42′ 12″ N, 9° 32′ 27″ O | Wohn-/Wirtschaftsgebäude |              | 32779740 | BW   |
| Rodewalder Straße 19 52° 42′ 11″ N, 9° 32′ 26″ O | Stallanbau               |              | 32779762 | BW   |
| Rodewalder Straße 19 52° 42′ 11″ N, 9° 32′ 26″ O | Scheune                  |              | 32779780 | BW   |
| Rodewalder Straße 21 52° 42′ 12″ N, 9° 32′ 24″ O | Wohnwirtschaftsgebäude   |              | 32779801 | BW   |
| Rodewalder Straße 21 52° 42′ 11″ N, 9° 32′ 23″ O | Remise                   |              | 32779863 | BW   |
| Rodewalder Straße 21 52° 42′ 11″ N, 9° 32′ 25″ O | Scheune                  |              | 32779844 | BW   |
| Rodewalder Straße 21 52° 42′ 12″ N, 9° 32′ 25″ O | Häuslingshaus            |              | 32779588 | BW   |
| Rodewalder Straße 21 52° 42′ 12″ N, 9° 32′ 25″ O | Stallanbau               |              | 32779823 | BW   |
| Rodewalder Straße 21 52° 42′ 11″ N, 9° 32′ 24″ O | Stallanbau               |              | 32779823 | BW   |

#### Gruppe: Hofanlagen/Rodewalder Str. 58–62
Die Gruppe „Hofanlagen/Rodewalder Str. 58-62“ hat die ID 32686026.
| Lage                                             | Bezeichnung              | Beschreibung | ID       | Bild |
| ------------------------------------------------ | ------------------------ | ------------ | -------- | ---- |
| Rodewalder Straße 58 52° 42′ 10″ N, 9° 32′ 13″ O | Wohn-/Wirtschaftsgebäude |              | 32779693 | BW   |
| Rodewalder Straße 58 52° 42′ 11″ N, 9° 32′ 13″ O | Stall                    |              | 32779718 | BW   |
| Rodewalder Straße 60 52° 42′ 10″ N, 9° 32′ 12″ O | Wohn-/Wirtschaftsgebäude |              | 32780177 | BW   |
| Rodewalder Straße 60 52° 42′ 11″ N, 9° 32′ 11″ O | Wirtschaftsgebäude       |              | 32779669 | BW   |
| Rodewalder Straße 62 52° 42′ 10″ N, 9° 32′ 10″ O | Wohn-/Wirtschaftsgebäude |              | 32780108 | BW   |
| Rodewalder Straße 62 52° 42′ 11″ N, 9° 32′ 10″ O | Stall                    |              | 32780134 | BW   |
| Rodewalder Straße 62 52° 42′ 9″ N, 9° 32′ 9″ O   | Remise/Wagenschauer      |              | 32780155 | BW   |

#### Einzelbaudenkmale
| Lage                               | Bezeichnung              | Beschreibung  | ID       | Bild |
| ---------------------------------- | ------------------------ | ------------- | -------- | ---- |
| Hufe 1 52° 42′ 5″ N, 9° 30′ 55″ O  | Wohn-/Wirtschaftsgebäude |               | 32778326 | BW   |
| Hufe 1 52° 42′ 4″ N, 9° 30′ 54″ O  | Wohn-/Wirtschaftsgebäude | Häuslingshaus | 32778299 | BW   |
| Hufe 1 52° 42′ 17″ N, 9° 30′ 44″ O | Schafstall               |               | 32779564 | BW   |

### Norddrebber
| Lage                                           | Bezeichnung              | Beschreibung                                                              | ID       | Bild           |
| ---------------------------------------------- | ------------------------ | ------------------------------------------------------------------------- | -------- | -------------- |
| Bohlenweg 52° 40′ 57″ N, 9° 34′ 40″ O          | Kapelle St. Gertrud      | Die Kapelle wurde von 1757 bis 1759 anstelle eines Vorgängerbaues erbaut. | 32778955 | Weitere Bilder |
| Bohlenweg 7 52° 40′ 56″ N, 9° 34′ 41″ O        | Wohn-/Wirtschaftsgebäude |                                                                           | 32778979 | BW             |
| Giltener Straße 3 52° 40′ 54″ N, 9° 34′ 28″ O  | Backhaus                 |                                                                           | 32778908 | BW             |
| Giltener Straße 7 52° 40′ 56″ N, 9° 34′ 27″ O  | Wohn-/Wirtschaftsgebäude |                                                                           | 32778862 | BW             |
| Giltener Straße 16 52° 40′ 58″ N, 9° 34′ 20″ O | Wohn-/Wirtschaftsgebäude |                                                                           | 32778932 | BW             |
| Hauptstraße 52° 40′ 55″ N, 9° 34′ 57″ O        | Kriegerdenkmal           |                                                                           | 32779606 | BW             |
| Hauptstraße 1 52° 40′ 54″ N, 9° 34′ 38″ O      | Wohn-/Wirtschaftsgebäude |                                                                           | 32780059 | BW             |
| Hauptstraße 34 52° 40′ 50″ N, 9° 34′ 38″ O     | Wohn-/Wirtschaftsgebäude |                                                                           | 32778488 | BW             |

### Suderbruch

#### Gruppe: Hofanlage Dorfstraße 31
Die Gruppe „Hofanlage Dorfstraße 31“ hat die ID 32685987.
| Lage                                      | Bezeichnung              | Beschreibung | ID       | Bild |
| ----------------------------------------- | ------------------------ | ------------ | -------- | ---- |
| Dorfstraße 31 52° 40′ 29″ N, 9° 31′ 29″ O | Wohn-/Wirtschaftsgebäude |              | 32778754 | BW   |
| Dorfstraße 31 52° 40′ 28″ N, 9° 31′ 30″ O | Stallanbau               |              | 32778778 | BW   |
| Dorfstraße 31 52° 40′ 28″ N, 9° 31′ 31″ O | Scheune                  |              | 32778403 | BW   |
| Dorfstraße 31 52° 40′ 29″ N, 9° 31′ 31″ O | Scheune                  |              | 32778424 | BW   |

#### Gruppe: Hofanlage Twachte 10
Die Gruppe „Hofanlage Twachte 10“ hat die ID 32686000.
| Lage                                            | Bezeichnung              | Beschreibung | ID       | Bild |
| ----------------------------------------------- | ------------------------ | ------------ | -------- | ---- |
| Behrends Twachte 10 52° 40′ 48″ N, 9° 31′ 30″ O | Wohn-/Wirtschaftsgebäude |              | 32778445 | BW   |
| Behrends Twachte 10 52° 40′ 48″ N, 9° 31′ 30″ O | Stallanbau               |              | 32778467 | BW   |
| Behrends Twachte 10 52° 40′ 49″ N, 9° 31′ 31″ O | Scheune                  |              | 32778684 | BW   |

#### Gruppe: Kirche und Pfarrhaus
Die Gruppe „Kirche und Pfarrhaus“ hat die ID 32686013.
| Lage                                    | Bezeichnung           | Beschreibung                                                                                          | ID       | Bild |
| --------------------------------------- | --------------------- | --- | -------- | ---- |
| Kirchstraße 52° 40′ 44″ N, 9° 31′ 21″ O | Kirche St. Katharinen | Die heutige Kirche wurde von 1851 bis 1853 erbaut, der Vorgängerbau ist vermutlich baufällig gewesen. | 32778726 |      |
| Kirchstraße 52° 40′ 45″ N, 9° 31′ 17″ O | Pfarrhaus             | | 32778799 | BW   |
| Kirchstraße 52° 40′ 47″ N, 9° 31′ 18″ O | Scheune               | | 32778821 | BW   |

#### Einzelbaudenkmal
| Lage                                           | Bezeichnung              | Beschreibung | ID       | Bild |
| ---------------------------------------------- | ------------------------ | ------------ | -------- | ---- |
| Krögers Twachte 2 52° 40′ 31″ N, 9° 31′ 31″ O  | Wohn-/Wirtschaftsgebäude |              | 32779196 | BW   |
| Stiekens Twachte 2 52° 40′ 35″ N, 9° 31′ 26″ O | Wohn-/Wirtschaftsgebäude |              | 32778884 | BW   |